# NHL (1919/1920)
Sezon NHL 1919-1920 był trzecim sezonem ligi National Hockey League. W obydwu rundach udział wzięły cztery zespoły i w której rozegrały po 12 meczów. Do ligi dołączył zespół Toronto St. Patricks. Mistrzostwo ligi NHL (O’Brien Trophy)zdobyła drużyna Ottawa Senators. Jako mistrzowie ligi otrzymali miejsce w walce o Puchar Stanleya. Puchar Stanleya zdobyła również drużyna Ottawa Senators.

## Sezon zasadniczy
M = Mecze, W = Wygrane, P = Przegrane, R = Remisy, PKT = Punkty, GZ = Gole Zdobyte, GS = Gole Stracone, KwM = Kary w minutach
| Pierwsza runda       | M  | W | P  | R | PKT | GZ | GS |
| -------------------- | -- | - | -- | - | --- | -- | -- |
| Ottawa Senators      | 12 | 9 | 3  | 0 | 18  | 59 | 23 |
| Montreal Canadiens   | 12 | 8 | 4  | 0 | 16  | 62 | 51 |
| Toronto St. Patricks | 12 | 5 | 7  | 0 | 10  | 52 | 62 |
| Quebec Bulldogs      | 12 | 2 | 10 | 0 | 4   | 44 | 81 |

| Druga runda          | M  | W  | P  | R | PKT | GZ | GS |
| -------------------- | -- | -- | -- | - | --- | -- | -- |
| Ottawa Senators      | 12 | 10 | 2  | 0 | 20  | 62 | 41 |
| Toronto St. Patricks | 12 | 7  | 5  | 0 | 14  | 67 | 44 |
| Montreal Canadiens   | 12 | 5  | 7  | 0 | 10  | 67 | 62 |
| Quebec Bulldogs      | 12 | 2  | 10 | 0 | 4   | 47 | 96 |

### Najlepsi strzelcy
| Zawodnik        | Drużyna              | Mecze | Bramki | Asysty | Punkty | Kary w minutach |
| --------------- | -------------------- | ----- | ------ | ------ | ------ | --------------- |
| Joe Malone      | Quebec Bulldogs      | 24    | 39     | 10     | 49     | 12              |
| Newsy Lalonde   | Montreal Canadiens   | 23    | 37     | 9      | 46     | 34              |
| Frank Nighbor   | Ottawa Senators      | 23    | 26     | 15     | 41     | 18              |
| Corbett Denneny | Toronto St. Patricks | 24    | 24     | 12     | 36     | 20              |
| Jack Darragh    | Ottawa Senators      | 23    | 22     | 14     | 36     | 22              |
| Reg Noble       | Toronto St. Patricks | 24    | 24     | 9      | 33     | 52              |
| Amos Arbour     | Montreal Canadiens   | 22    | 21     | 5      | 26     | 13              |
| Cully Wilson    | Toronto St. Patricks | 23    | 20     | 6      | 26     | 86              |
| Didier Pitre    | Montreal Canadiens   | 22    | 14     | 12     | 26     | 6               |
| Punch Broadbent | Ottawa Senators      | 21    | 19     | 6      | 25     | 40              |

## Playoffs

### Mistrzostwo NHL
Mistrzostwo otrzymała drużyna Ottawa Senators bez rozgrywania meczów ponieważ zwyciężyli oni obydwie rundy sezonu zasadniczego.

### Finał Puchary Stanleya
Seattle Metropolitans - Ottawa Senators
| Data     | Wyjazd                | Bramki | Dom                   | Bramki | Przypisy             |
| -------- | --------------------- | ------ | --------------------- | ------ | -------------------- |
| March 22 | Seattle Metropolitans | 2      | Ottawa Senators       | 3      |                      |
| March 24 | Seattle Metropolitans | 0      | Ottawa Senators       | 3      |                      |
| March 27 | Ottawa Senators       | 1      | Seattle Metropolitans | 3      |                      |
| March 30 | Ottawa Senators       | 2      | Seattle Metropolitans | 5      | Mecz grany w Toronto |
| April 1  | Seattle Metropolitans | 1      | Ottawa Senators       | 6      | Mecz grany w Toronto |

Ottawa wygrała 3-2 i zdobyła Puchar Stanleya